# Jørgen Jahre

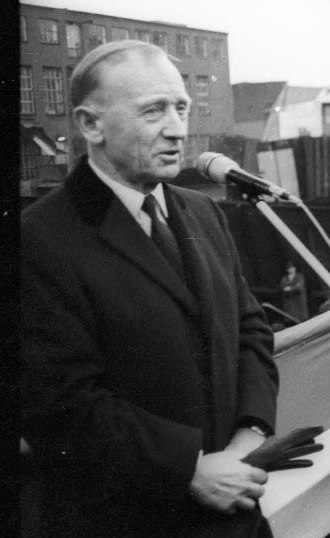
Jørgen Jahre năm 1965

Jørgen Jahre (29 tháng 10 năm 1907 - 24 tháng 4 năm 1998) là một chủ tàu và thành viên hiệp hội thể thao người Na Uy.
Jørgen Jahre sinh ra tại Tjølling, quận Vestfold, Na Uy. Ông là cháu trai của doanh nhân ngành vận chuyển Anders Jahre. Ông từng là thư ký của công ty vận chuyển của Na Uy A/S Kosmos ở Sandefjord cho đến năm 1939. Vào năm 1948 ông từ một người quản lý thuộc Sandar Fabrikker A/S trở thành đối tác với công ty của Anders Jahre. Ông đã từng là chủ tịch Hiệp hội các chủ tàu Na Uy.
Ông làm chủ tịch Hiệp hội bóng đá Na Uy tử năm 1963 đến 1965, và là chủ tịch Ủy ban Olympic Na Uy từ năm 1965 đến 1969. Phó chủ tịch lúc đó là Arne B. Mollén, sau này là người kế thừa chức vụ của ông.

## Vinh danh
- Royal Norwegian Order of St. Olav - knighted in 1 Class
- Order of Dannebrog - knighted in 1 Class